# Sierra de la Cabrera (Buñol)
La sierra de la Cabrera es una sierra situada en el término municipal de Buñol (Valencia).

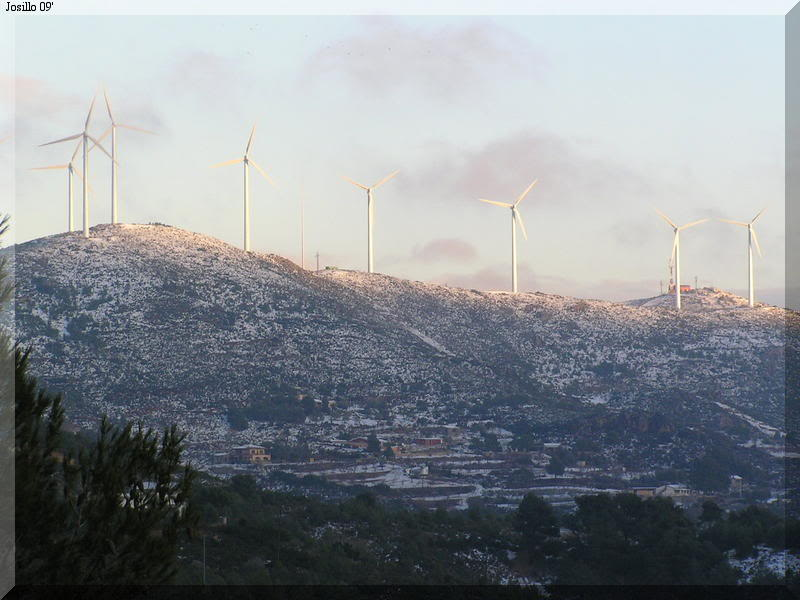
Sierra de la Cabrera de Buñol

## Orografía
El punto más alto del largo cerro se llama Alto Gordo. Se eleva prácticamente a 798 metros sobre el nivel del mar.
Es un cerro muy largo, situándose toda su cima por encima de 750 m s. n. m.

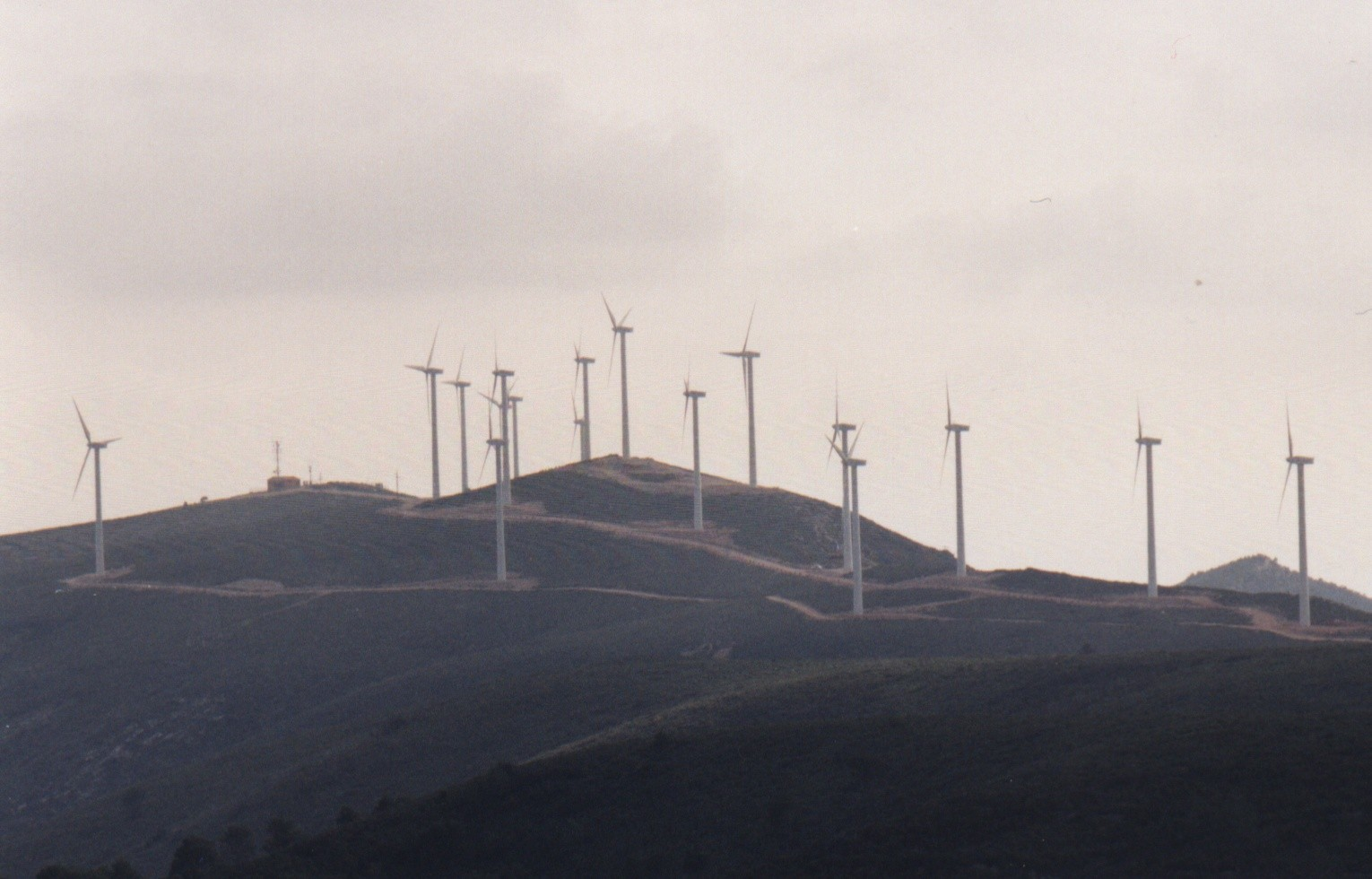
Alto Gordo

## Usos humanos
En su cima se sitúan los aerogeneradores de viento, muy famosos ya que en ese punto donde se sitúan suele hacer bastante viento.